# Brécy-Brières
Pour les articles homonymes, voir Brécy.
Brécy-Brières est une commune française située dans le département des Ardennes, en région Grand Est.

## Géographie
| Savigny-sur-Aisne |               | Olizy-Primat |
| Saint-Morel       | Brécy-Brières |              |
|                   | Challerange   | Mouron       |

### Hydrographie
La commune est dans la région hydrographique « la Seine du confluent de l'Oise (inclus) à l'embouchure » au sein du bassin Seine-Normandie. Elle est drainée par l'Aisne, le ruisseau d'Alin, le ruisseau de Jailly, l'Aisne et le cours d'eau 04 de la commune de Saint-Morel,.
L'Aisne est un  cours d'eau naturel navigable de 256 km de longueur, traversant les cinq départements Meuse, Marne, Ardennes, Aisne, Oise. Elle est un affluent de rive gauche de l'Oise, ce qui fait d'elle un sous-affluent de la Seine. Elle traverse la commune dans sa partie est, coulant du sud au nord, sur une longueur d'environ 4,9 km.
Le ruisseau d'Alin, d'une longueur de 17 km, prend sa source dans la commune d'Aure et se jette  dans l'Aisne sur la commune, après avoir traversé huit communes.

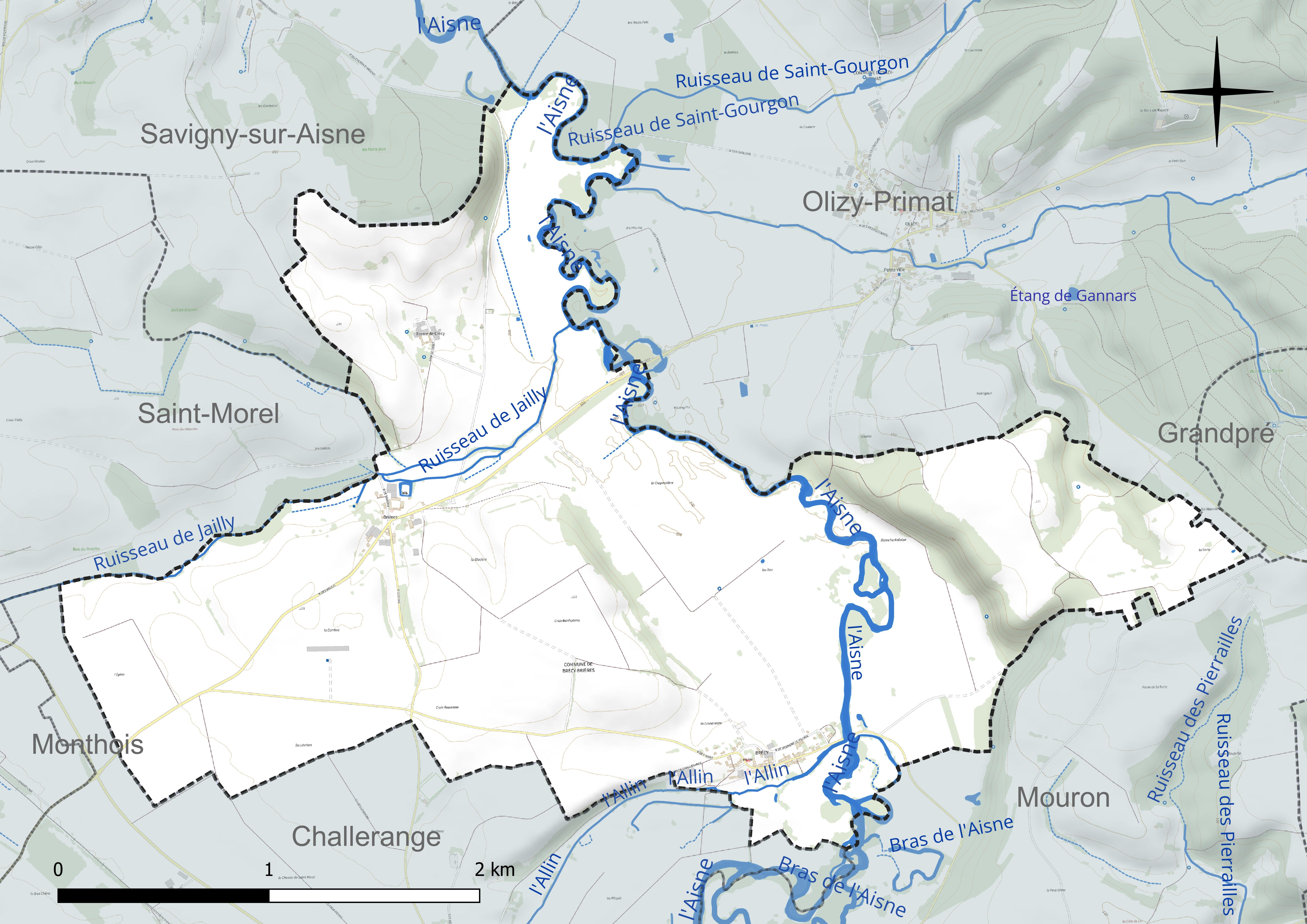
Réseau hydrographique de Brécy-Brières.

Le ruisseau de Jailly, d'une longueur de 10 km, prend sa source dans la commune de Liry et se jette  dans l'Aisne sur la commune, après avoir traversé cinq communes.

### Climat
Pour des articles plus généraux, voir Climat du Grand Est et Climat des Ardennes.
En 2010, le climat de la commune est de type climat des marges montargnardes, selon une étude du Centre national de la recherche scientifique s'appuyant sur une série de données couvrant la période 1971-2000. En 2020, Météo-France publie une typologie des climats de la France métropolitaine dans laquelle la commune est exposée à un climat océanique altéré et est dans la région climatique Nord-est du bassin Parisien, caractérisée par un ensoleillement médiocre, une pluviométrie moyenne régulièrement répartie au cours de l’année et un hiver froid (3 °C).
Pour la période 1971-2000, la température annuelle moyenne est de 10,2 °C, avec une amplitude thermique annuelle de 15,8 °C. Le cumul annuel moyen de précipitations est de 838 mm, avec 13,3 jours de précipitations en janvier et 9 jours en juillet. Pour la période 1991-2020, la température moyenne annuelle observée sur la station météorologique de Météo-France la plus proche, « Montcheutin_sapc », sur la commune de Montcheutin à 5 km à vol d'oiseau, est de 11,0 °C et le cumul annuel moyen de précipitations est de 721,9 mm. 
La température maximale relevée sur cette station est de 41,2 °C, atteinte le 25 juillet 2019 ; la température minimale est de −15,5 °C, atteinte le 20 décembre 2009,,.
Les paramètres climatiques de la commune ont été estimés pour le milieu du siècle (2041-2070) selon différents scénarios d'émission de gaz à effet de serre à partir des nouvelles projections climatiques de référence DRIAS-2020. Ils sont consultables sur un site dédié publié par Météo-France en novembre 2022.

## Urbanisme

### Typologie
Au 1er janvier 2024, Brécy-Brières est catégorisée commune rurale à habitat très dispersé, selon la nouvelle grille communale de densité à 7 niveaux définie par l'Insee en 2022.
Elle est située hors unité urbaine. Par ailleurs la commune fait partie de l'aire d'attraction de Vouziers, dont elle est une commune de la couronne,. Cette aire, qui regroupe 45 communes, est catégorisée dans les aires de moins de 50 000 habitants,.

### Occupation des sols
L'occupation des sols de la commune, telle qu'elle ressort de la base de données européenne d’occupation biophysique des sols Corine Land Cover (CLC), est marquée par l'importance des territoires agricoles (91,8 % en 2018), en augmentation par rapport à 1990 (90,3 %). La répartition détaillée en 2018 est la suivante : 
terres arables (47 %), prairies (39,9 %), forêts (8,2 %), zones agricoles hétérogènes (5 %). L'évolution de l’occupation des sols de la commune et de ses infrastructures peut être observée sur les différentes représentations cartographiques du territoire : la carte de Cassini (XVIIIe siècle), la carte d'état-major (1820-1866) et les cartes ou photos aériennes de l'IGN pour la période actuelle (1950 à aujourd'hui).

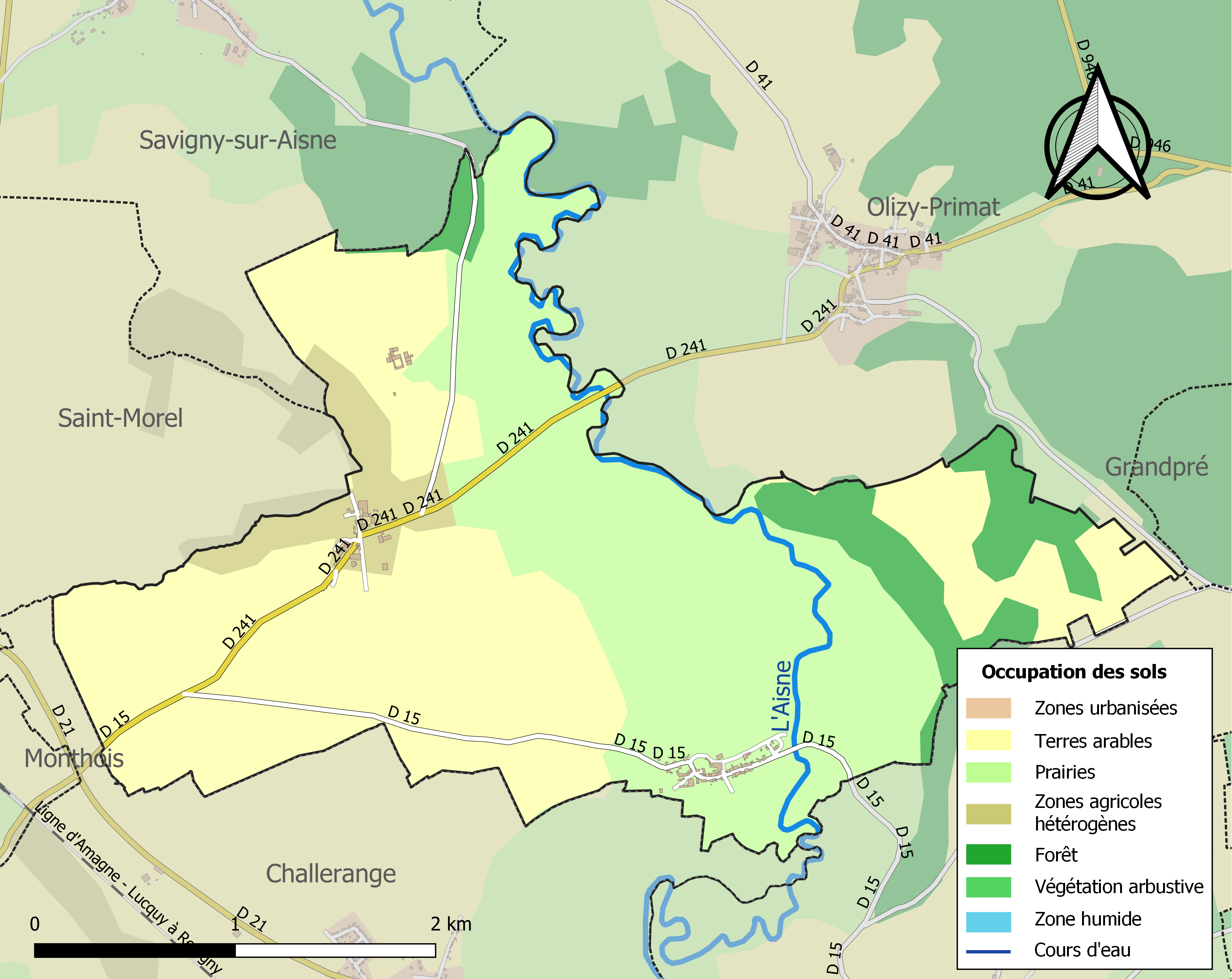
Carte des infrastructures et de l'occupation des sols de la commune en 2018 (CLC).

## Toponymie
Brécy vient du gaulois braco, « terre boueuse, bourbier ».
Le nom du village de Brières vient du toponyme gaulois Brivodurum qui signifie « le marché du pont » en langue gauloise,.

## Politique et administration
| Période                                  | Période    | Identité                 | Étiquette | Qualité |
| ---------------------------------------- | ---------- | ------------------------ | --------- | ------- |
| avant 1875                               | après 1879 | Roger                    |           |         |
| avant 1981                               | ?          | Maurice Martin           |           |         |
| ?                                        | juin 2020  | François Meens           |           |         |
| juin 2020                                | En cours   | Jocelyne Henriette Oudet |           |         |
| Les données manquantes sont à compléter. |            |                          |           |         |

## Démographie
L'évolution du nombre d'habitants est connue à travers les recensements de la population effectués dans la commune depuis 1793. Pour les communes de moins de 10 000 habitants, une enquête de recensement portant sur toute la population est réalisée tous les cinq ans, les populations de référence des années intermédiaires étant quant à elles estimées par interpolation ou extrapolation. Pour la commune, le premier recensement exhaustif entrant dans le cadre du nouveau dispositif a été réalisé en 2006.

En 2022, la commune comptait 76 habitants, en évolution de +2,7 % par rapport à 2016 (Ardennes : −2,97 %, France hors Mayotte : +2,11 %).
| 1793 | 1800 | 1806 | 1821 | 1831 | 1836 | 1841 | 1846 | 1851 |
| ---- | ---- | ---- | ---- | ---- | ---- | ---- | ---- | ---- |
| 239  | 200  | 234  | 197  | 344  | 348  | 375  | 365  | 350  |

| 1866 | 1872 | 1876 | 1881 | 1886 | 1891 | 1896 | 1901 | 1906 |
| ---- | ---- | ---- | ---- | ---- | ---- | ---- | ---- | ---- |
| 330  | 318  | 327  | 293  | 281  | 290  | 291  | 286  | 266  |

| 1911 | 1921 | 1926 | 1931 | 1936 | 1946 | 1954 | 1962 | 1968 |
| ---- | ---- | ---- | ---- | ---- | ---- | ---- | ---- | ---- |
| 240  | 226  | 208  | 196  | 179  | 139  | 140  | 146  | 109  |

| 1975 | 1982 | 1990 | 1999 | 2006 | 2011 | 2016 | 2021 | 2022 |
| ---- | ---- | ---- | ---- | ---- | ---- | ---- | ---- | ---- |
| 93   | 84   | 73   | 84   | 92   | 70   | 74   | 78   | 76   |

## Lieux et monuments
- Église Saint-Rémi de Brécy, restaurée après la Première Guerre mondiale, avec ses vitraux au-dessus du portail.
- Église Saint-Martin de Brières, inscrite au titre des monuments historiques en 1929[26].
- Château de Brières.

## Personnalités liées à la commune
- Gabriel Dominique Augustin de La Simonne (1708 -1732), Seigneur d'Ardeuil, de Brières et Saint-Pierre-lès-Franqueville. Château de Brières, épouse le 19 août 1732 Marie Anne de la Goille : dont Marie Louise de la Simonne du Hamel qui épouse le 17 juillet 1758 Jean Baptiste de Moÿ de Sons, seigneur de Brières et d'Ardeuil, fils de François Louis et Françoise d'Alaigre, comte de Moÿ. Ils auront plusieurs enfants dont Elisabeth née en 1767, demoiselles de Saint-Cyr à la Maison royale de Saint-Louis, Charles Antoine né au château de Brières en 1769, chevalier de l'Ordre de Saint Louis et Elisabeth Catherine née en 1770 au château d'Ardeuil qui épouse Hyppolite de Surirey de Saint Remy dont un fils est inhumé à l'âge de treize ans au cimetière de Louvergny[27]
- Étienne Lancereaux (1829-1910), médecin et président de l'Académie de Médecine, y est né.